# 油渣果属
油渣果属（学名：Hodgsonia）是葫芦科下的一个属，为攀援状植物。该属共有约2种。本属为亚洲热带特有属，分布于亚洲南部至东南部，即中国、不丹、尼泊尔、孟加拉国、印度东北部、中南半岛至印度尼西亚。

## 下属物种
本属包括以下物种：
- 有棱油瓜 Hodgsonia heteroclita (Roxb.) Hook.fil. & Thomson
- 油渣果 Hodgsonia macrocarpa (Blume) Cogn.
  - 腺点油瓜 Hodgsonia macrocarpa var. capniocarpa (Ridl.) Tsai
- Hodgsonia mirabilis Perss.
- 蔡氏油瓜 Hodgsonia tsaii ，以版纳植物园的第一任主任蔡希陶的名字命名[3]